# Pubblicità di genere
Pubblicità di genere (dall'inglese "gender advertisement") è un concetto riferito alle immagini pubblicitarie che ripropongono ruoli e stereotipi di genere. È stato introdotto e ha trovato larga diffusione in letteratura a partire dalle ricerche del sociologo americano Erving Goffman che nel corso degli anni '70 ha svolto un lavoro di osservazione e raccolta di un vasto repertorio di annunci pubblicitari mettendo in evidenza, in particolare, il ruolo subordinato della donna rispetto all'uomo. Un rapporto che si evince sul piano della rappresentazione dall'analisi del comportamento non verbale "ritualizzato", indicato dal ricorrere di alcune configurazioni sulla base della prossemica, dalla postura e nelle espressioni, nei gesti e nelle relazioni spaziali tra i soggetti (femminili, maschili).
Le modalità in cui il genere (femminile...maschile) è comunicato attraverso la pubblicità, sono definite come "gender displays" e generalmente ripropongono ruoli e occupazioni tradizionali, riflettendo il portato di una società patriarcale che pone i due sessi in un sistema dicotomico attribuendo tratti e caratteristiche secondo un modello oppositivo e complementare che vede la dominazione maschile e l'oppressione femminile, la divisione sessuale del lavoro, dei ruoli ecc. costituendo un ostacolo per il raggiungimento delle pari opportunità.
Questo contribuisce a un processo di modellizzazione sociale che riafferma gli stereotipi, cristallizzando il genere per mezzo di immagini che «attraverso la propria capacità di produrre valore, attraverso la significazione che sono in grado di generare, concorrono in modo massiccio a determinare una sensibilità deformata»
.
Questo tema è ancora oggi decisamente attuale come attestano le iniziative e i provvedimenti promossi a livello internazionale, e il succedersi nel corso del tempo di numerose ricerche e studi in molte aree disciplinari come nello specifico il campo degli studi di genere e della ricerca femminista.

## Premessa: identità di genere e cultura visuale

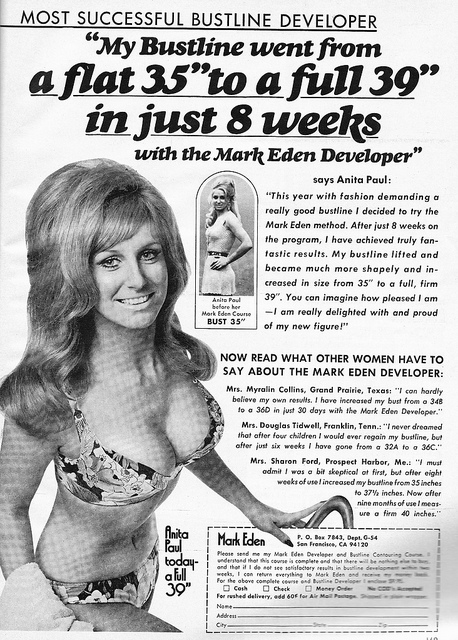
Una pubblicità di prima del 1966 per lo sviluppatore Bust di Mark Eden, dispositivo che prometteva di ingrandire il seno di una donna.

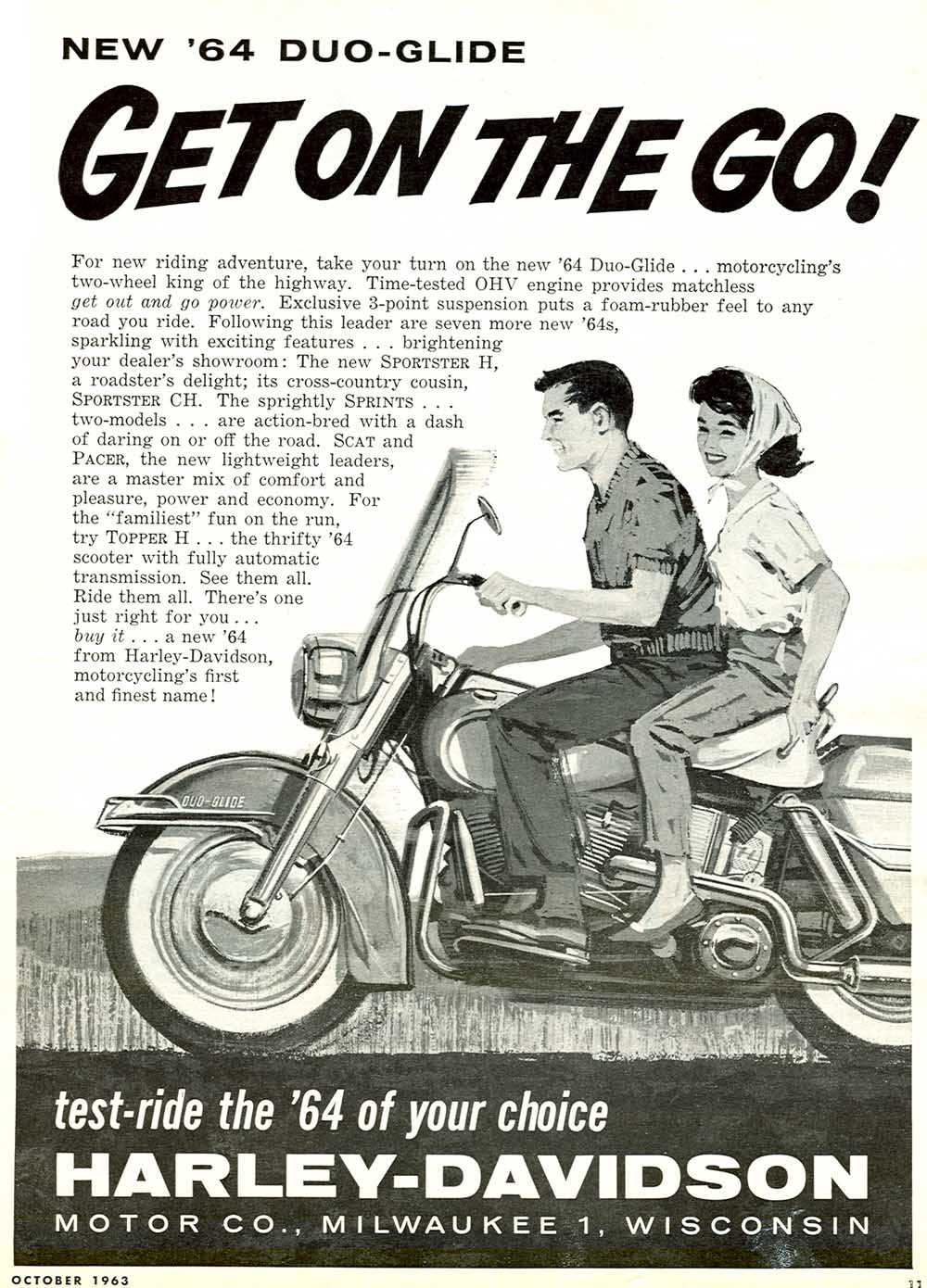
Pubblicità Harley-Davidson del 1964 in cui l'uomo conduce e la donna è passeggero.

Gli Studi di genere (o gender studies) sviluppatosi a partire dagli anni sessanta e settanta sulla spinta dei movimenti femminili, si sono affermati attraverso alcuni passaggi tra cui ricordiamo la Gender Theory (anni 70) che introduce il concetto di sessualità come socialmente costruita; la Teoria della tipizzazione sessuale (Bem, 1974) per cui i tratti maschili e femminili non sono polarità opposte ma dimensioni che possono anche coesistere; l'introduzione del concetto di stereotipi di genere (Rosenkrantz, 1968) come sistema di credenze consensuali sulle caratteristiche di personalità da cui si inferiscono le competenze degli appartenenti ai due sessi, e gli stereotipi occupazionali riferiti alle professioni.
La validità di queste teorie, portate avanti e consolidate nel tempo soprattutto attraverso le metodologie e gli strumenti messi a punto all'interno del [Femminismo], e in particolare nella ricerca femminista (femminist research) trova conferma anche a partire da una ricostruzione del contributo che la cultura visuale ha portato in relazione aree disciplinari, quali ad esempio la sociologia, nella dimostrazione di come la comunicazione e gli artefatti diffusi dai media si possano ritenere fattori influenti nella costruzione sociale dell'immaginario, delle identità e nella diffusione di ruolo e stereotipi di genere.
La formazione dell'identità di genere è il risultato di una costruzione sociale nella quale entrano in gioco molti fattori, come le agenzie di socializzazione tradizionali (famiglia, scuola ecc.) ma sempre più importante è l'apporto dei media che svolgono una funzione di rinforzo. La cultura visuale riveste un ruolo fondamentale nel processo di costruzione dei significati e nell'organizzazione della società laddove i concetti di mascolinità e femminilità sono il risultato di costruzioni culturali nel quale è determinante proprio il ruolo dei segni, delle immagini e delle rappresentazioni che caratterizzano il quotidiano.
La Teoria della coltivazione messa a punto da Gerbner e Gross (1967-68) sostiene come la televisione ed altri media "coltivino", secondo un meccanismo mainstream, delle credenze del pubblico, e la formazione di una corrente dominante, fungendo da agenzia di socializzazione e fornendo un'immagine della realtà sociale da eguagliare. McGhee (1976) applicando questa teoria all'apprendimento dei ruoli di genere attraverso la televisione e i media, sostiene che: «secondo l'ipotesi di coltivazione l'assidua fruizione dovrebbe associarsi a una tendenza a definire in maniera maggiormente stereotipata i ruoli e le occupazioni relativi al genere sessuale. I risultati sembrano confermare questa ipotesi rilevando una correlazione significativa tra la quantità di tempo dedicata all'ascolto televisivo e affermazioni sessiste relative alla natura degli uomini e delle donne, al ruolo che possono svolgere nella società e all'attribuzione di caratteristiche di ruolo a se stessi in funzione del genere».
Come osserva Puggelli (2010), gli stereotipi di genere in comunicazione sono parte del processo di formazione dell'identità di genere per il bambino:"essi divengono parte di una percezione costruttiva attraverso la quale apprendere le notizie utili per la sua vita, e sono appresi come una conoscenza della realtà da applicare in situazioni simili".
Gli stereotipi non delineano soltanto una serie di conoscenze fisse e impermeabili che organizzano le nostre rappresentazioni del mondo e delle
categorie sociali dirigendo la nostra capacità di prendere decisioni, bensì “nutrendosi dei sentimenti e delle emozioni che vengono loro attribuiti, costituiscono anche una sorta di pretesto con cui la comunicazione commerciale fa riferimento, presentando immagini e cliché ben radicati nella cultura di un determinato gruppo sociale, e perciò immediatamente comprensibili, un processo, cioè, che il codice linguistico non riuscirebbe a portare a termine in modo altrettanto rapido efficace”

## Concetti, definizioni, teorie

### "Gender displays": la ricerca di Goffman (1979)
Nella ricerca "Gender Advertisments" di Erving Goffman vengono analizzate le modalità in cui femminilità e mascolinità sono rappresentate attraverso i media occidentali (pubblicità stampata).
Attraverso l'analisi di un vasto campione di annunci pubblicitari (circa 500) è stata osservata principalmente la prossemica dei soggetti femminili e maschili presenti (posture, posizioni del corpo, rapporti spaziali) e in parte la caratterizzazione dell'aspetto (es. abbigliamento) con l'intento di rendere evidenti le differenze nelle modalità di rappresentazione. Ciò che emerge è che le donne appaiono come più dolci, fragili, vulnerabili, sognanti, infantili e sottomesse mentre gli uomini sono presentati come forti, determinati e sicuri di sé.
Questi tratti secondo Erving Goffman, che all'apparenza possono sembrare "naturali" hanno invece radici fortemente culturali.
Una ricerca analoga è quella negli stessi anni (1979) di Marianne Wex sul linguaggio del corpo come risultato della società patrircale: "Let's take back our space "Female" and "Male" Body Language as a Result of Patriarchal Structures"
.
In sintesi dal lavoro di Goffman emerge il concetto di "ritualizzazione della subordinazione" del femminile rispetto al maschile che si esprime attraverso alcune ricorrenze che possiamo sintetizzare in:
- The feminine touch o "tocco femminile": le donne sono frequentemente rappresentate nell'atto di toccare alcuni oggetti o accarezzare delle superfici. Questo tocco non è sempre funzionale ad un'azione come potrebbe essere indicare la qualità di un tessuto ecc. e inoltre, molto spesso può essere del tutto autoriferito (atto di auto-accarezzarsi). Nella donna, che non sembra avere una forte presa sugli oggetti intorno a lei, sembrano essere rafforzate qualità come la dolcezza, delicatezza, cedevolezza, laddove il corpo è reputato come fragile, soffice e prezioso. In alcuni casi questi gesti si configurano come "sessualizzati", le zone del corpo oggetto del "tocco femminile" sono alcune zone erogene (seno, labbra, fianchi ecc.), e sono interpretabili come segni di accessibilità e disponibilità.
- Lying Down o "coricate, sdraiate": le donne sono spesso presentate sdraiate per terra o su un letto rispetto agli uomini, presentati in piedi. Questo ribadisce subordinarietà e dipendenza, inoltre simbolicamente trovarsi a terra richiama un posizionamento inferiore, uno stato sociale basso. La presenza femminile sul letto o per terra può essere letta come invito o ammiccamento sessuale.
- Bashful knee bend, ginocchia piegate: un'altra posa comune per le donne è stare in piedi con una gamba piegata e il peso spostato su un solo piede, o entrambe le gambe inclinate. Questo le mostra sbilanciate, impossibilitate a reagire e rispondere ad imprevisti esterni.
- Tilted Head or Body, testa e corpo inclinato: la testa piegata da un lato e accompagnata dall'intero corpo è un altro elemento ricorrente, che ponendo la figura femminile ad un'altezza inferiore rispetto ad altri soggetti presenti (gli uomini hanno la testa alta e lo sguardo diretto verso l'interlocutore in segno di superiorità, convinzione e sfida) le mostra come insicure, preoccupate, ma anche timide, imbarazzate. Goffman interpreta la testa completamente buttata a parte, con esposta la gola, come un altro segno di sottomissione e vulnerabilità.
- Licensed withdrawal, atteggiamento "ritirato": le donne sono spesso ritratte in un atteggiamento ritirato, triste, introverso, mentre guardano lontano dallo spettatore, coprendosi il volto con le mani. Questa posa implica che la donna sta guardando altrove rispetto al mondo intorno, il che la rende nuovamente vulnerabile, fragile e delicata. Se gli uomini sono ancorati al reale e al presente, le donne risultano estraniate, assenti. In certi casi le donne si appoggiano/aggrappano al soggetto maschile presente nell'annuncio, rafforzando l'idea del bisogno di protezione.
- Infantilization, infantilizzazione: le età della donna sono molto confuse nell'immagine pubblicitarie, molto spesso i confini tra bambine e donne sono poco definiti; entrambe vestono in modo affine e negli stessi colori[15], raffigurate nelle stesse azioni e posizioni, ritratte con espressioni sciocche, buffe. Molto spesso le donne portano le dita alla bocca, succhiandole, come le bambine piccole. Questo dà l'idea di confusione e stupidità, di frivolezza e di non saper pensare a niente.

### Losguardo maschile(Laura Mulvey, 1975)
Le considerazioni e i risultati di Goffman sono allineati con quelli riscontrati 1975 dalla ricercatrice britannica Laura Mulvey che introduce la teoria dello sguardo maschile o male gaze per cui la figura femminile nei media passa attraverso il filtro dello sguardo dell'uomo, che coincide con quello della macchina fotografica e che determina le logiche dalle quali emergono i punti di vista, gli aspetti formali e di ripresa che caratterizzano l'immagine femminile.
Lo sguardo maschile costituisce il risultato e il presupposto di una visione del mondo androcentrica, che elegge l'uomo a misura di tutte le cose in una prospettiva che è costantemente riproposta e perpetuata dalla collettività che ne ha incorporato regole e valori, in un regime dove i dominati (le donne) applicano categorie costruite dal punto di vista dei dominanti (uomini) ai rapporti di dominio, facendoli apparire come naturali.

### Il culto dell'immagine: la bellezza ideale
Nella cultura dei consumi, il corpo è celebrato e idealizzato attraverso immagini di giovinezza, salute, fitness e bellezza.
Al tema dell'oggettivazione ed erotizzazione del corpo femminile si aggiunge dunque quello del culto dell'immagine, dell'esaltazione della perfezione formale dei corpi e dell'adesione ai canoni estetici della bellezza condivisi e resi condivisibili nella società.
La manipolazione delle immagini, il foto-ritocco (post-produzione) come forma di chirurgia virtuale, tutti gli strumenti per correggere, migliorare, annullare i difetti del corpo o i segni del tempo ecc. producono un immaginario irreale e irraggiungibile, che per molte donne è fonte di insoddisfazione, senso di inadeguatezza e di disagio, e che viene spesso individuato tra le cause dei disturbi di salute, come depressione, disfunzioni sessuali e disturbi alimentari (anoressia, bulimia), che colpiscono comunemente le fasce più vulnerabili e le giovani donne.
La comunicazione mediatica e pubblicitaria, facendo coincidere il valore femminile con l'apparenza fisica ha contribuito ad influenzare la percezione di sé di molte donne, che avendo introiettato lo sguardo maschile, sono portate a guardarsi e concepire se stesse come un oggetto di visione e desiderio, fino arrivare in certi casi a farne ragione di esistenza.
Nel 2009 in Italia è stato realizzato il video documentario " Il corpo delle donne." e pubblicato un omonimo libro sull'uso del corpo della donna in tv. Il video è nato dalla constatazione che le donne (quelle vere, reali) stanno scomparendo dalla tv, sostituite da una rappresentazione grottesca, volgare e umiliante che riguarda in particolare i corpi utilizzati in modo manipolatorio.

### Oggettificazione
L'oggettificazione è un fenomeno che interessa in particolare la rappresentazione dell'immagine femminile, nonostante vi sia un numero crescente di casi al maschile.
Per oggettificazione si intende l'uso strumentale del corpo e della figura umana tale per cui la persona risulta valorizzata prevalentemente per le qualità fisiche e adoperata per l'intento commerciale. Molto diffusa è la definizione di "donna-oggetto" che si collega al tema della mercificazione
del corpo femminile. Di oggettificazione si parla anche nel caso dell'utilizzo di parti di corpo, una ricerca di Archer e colleghi (1983) evidenziava la maggior frequenza di visi maschili e corpi femminili nei media associando ai maschi qualità intellettuali e alle femmine qualità fisiche ed emotive; le persone ritratte con maggior focus sul volto sono giudicate più intelligenti (face-ism) mentre le donne tendono ad essere “smembrate” rappresentate per mezzo del corpo e attributi sessuali (body-ism).

### Sessualizzazione o erotizzazione
La sessualizzazione riguarda l'enfatizzazione di atteggiamenti o dettagli del corpo per stimolare la fantasia e l'eccitamento sessuale del fruitore. È molto diffusa nonostante alcune ricerche abbiano sfatato il mito per cui il "sesso" aumenta le vendite. È anche definita come pubblicità erotica.
L'erotizzazione è strettamente collegata alla sessualizzazione e negli ultimi anni ha destato molte polemiche perché è estesa alla rappresentazione dei minori, in particolare delle bambine. Secondo la definizione dell'American Psychological Association (Associazione
degli psicologi negli Usa), del rapporto “Sexualization of Girls” del 2007, per “erotizzazione” si intende un concetto espresso in quattro fattori ognuno dei quali, preso singolarmente, può esserne indice.
Si parla di erotizzazione quando:
- Il valore di una persona è ricondotto esclusivamente al suo sex appealo al suo comportamento sessuale.
- Una persona è tenuta a conformarsi ad un modo di pensare che equipara l'attrattiva fisica con l'essere sexy.
- Una persona è considerata un oggetto sessuale, vale a dire destinata ad
essere usata da altri come tale, piuttosto che essere stimata per la sua autonomia
e capacità decisionale.
- La sessualità è imposta ad una persona in modo inappropriato.

## Normative e provvedimenti

### Atti internazionali
- CEDAW - Convenzione sull'eliminazione di ogni forma di discriminazione della donna

ll Comitato CEDAW (Committee on the Elimination of Discrimination against Women) ha più volte raccomandato di adottare una strategia politica completa e coordinata per contrastare la rappresentazione stereotipata e sessista di donne e uomini nei media e nel settore pubblicitario. Con riferimento al contesto italiano nel 2005 evidenziava la preoccupazione e si definiva “profondamente preoccupato dalla rappresentazione data delle donne da parte dei mass media e della pubblicità in Italia, ritratte come oggetto sessuale e ruoli stereotipati”.
Nel 2011, lo stesso Cedaw esprimeva il proprio disappunto per il mancato sviluppo di un programma completo e coordinato per combattere l'accettazione
generalizzata di ruoli stereotipati tra uomo e donna; ribadiva la propria profonda preoccupazione per la rappresentazione della donna quale oggetto sessuale e per gli stereotipi circa i ruoli e le responsabilità dell'uomo e della donna nella famiglia e nella società.
- Risoluzioni Europee in tema di genere e pubblicità

Una particolare azione di sensibilizzazione come contrasto al sessismo in pubblicità è sottolineata da alcuni passaggi delle Risoluzioni Europee; quella del 2008 sull'Impatto del maketing e della pubblicità sulla parità tra donne e uomini; e del 2012 sull'Eliminazione degli stereotipi di genere nell'Unione Europea. In particolare si sottolinea l'importanza di condurre una formazione rivolta ai professionisti dei media, ai futuri operatori del settore della comunicazione, e in collaborazione con questi, azioni di sensibilizzazione della società.

### Istituti di autodisciplina pubblicitaria
- (Europa) E.A.S.A. The European Advertising Standards Alliance[24]:al fine di promuovere il sistema di autodisciplina, è stata istituita a Bruxelles nel 1992 l'European Advertising Standards Alliance,(E.A.S.A) organizzazione non profit i cui membri sono gli istituti di autodisciplina di diversi Stati, molti dei quali fanno parte dell'Unione Europea e dell'European Free Trade Association (E.F.T.A).
- (Italia) IAP Istituto di Autodisciplina Pubblicitaria[25]: è l'ente privato che dal 1966 in Italia regolamenta la comunicazione commerciale per una corretta informazione del cittadino-consumatore e una leale competizione fra le imprese. Le norme da rispettare sono contenute nel Codice di Autodisciplina della Comunicazione Commerciale e sono applicate dal Comitato di Controllo e dal Giurì. All'osservanza del Codice sono tenuti tutti gli operatori pubblicitari che, nella loro maggioranza, aderiscono all'Istituto e riconoscono la sfera d'azione dei suoi organi. Tra il 2011 e il 2014 ha stipulato alcuni protocolli d'intesa con il Dipartimento per le pari opportunità, l'Associazione Nazionale Comuni Italiani (ANCI) e Autorità Garante per l'infanzia e l'adolescenza per la tutela della dignità dell'immagine femminile e per la tutela dei minori.[26]

### L'azione degli Art Director Clubs
Art Director Club Italiano (ADCI).: dal 2012 si occupa di azioni di sensibilizzazione contro la pubblicità sessista attraverso cause e contest. L'associazione in collaborazione con l'università Alma Mater di Bologna e Nielsen Italia ha prodotto una ricerca su come Come la pubblicità racconta le donne e gli uomini in Italia.  Leggi relazione (PDF).